# Drosophila siangensis
Drosophila siangensis este o specie de muște din genul Drosophila, familia Drosophilidae, descrisă de Kumar și Gupta în anul 1988. Conform Catalogue of Life specia Drosophila siangensis nu are subspecii cunoscute.